# 용인고등학교 (부산)
용인고등학교(龍仁高等學校)는 대한민국 부산광역시 동래구 명장동에 있는 사립 고등학교이다.

## 학교 연혁
- 1982년 11월 8일 : 학교법인 백문학원 설립인가 / 설립자 김기출 이사장 취임
- 1984년 12월 17일 : 용인고등학교 설립인가(30학급)
- 1985년 3월 1일 : 초대 박홍기 교장 취임
- 1985년 3월 5일 : 1985학년도 신입생 입학(10학급 580명)
- 1988년 1월 14일 : 6학급 증설인가(총 36학급)
- 1988년 2월 11일 : 제1회 졸업식 (580명 졸업)
- 2003년 10월 4일 : 다목적 강당(청산관) 준공
- 2005년 10월 10일 : 인조잔디구장 준공
- 2008년 5월 15일 : 제3대 김태형 이사장 취임
- 2009년 5월 16일 : 월파도서관 개관
- 2009년 8월 4일 : 과학 수학 교과교실제 운영(연구)학교 지정
- 2014년 11월 3일 : 중강당(드림홀) 개관
- 2019년 6월 19일 : 제4대 김상미 이사장 취임
- 2020년 3월 2일 : 고교학점제 선도학교 선정
- 2024년 1월 3일 : 디지털기반 교육혁신 선도학교 선정
- 2025년 2월 6일 : 제38회 졸업식(193명 졸업, 총 17,464명 졸업)
- 2025년 3월 4일 : 제41회 입학식(9개 학급 188명)
- 2025년 3월 4일 : 제13대 장석원 교장 취임

## 참고 자료
- 용인고등학교 - 한국교육학술정보원 학교알리미